# Amazonas-Spitzmausbeutelratte

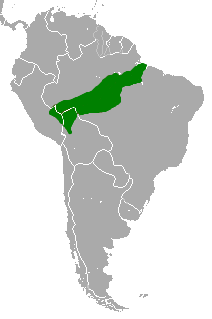
Das Verbreitungsgebiet der Amazonas-Spitzmausbeutelratte

Die Amazonas-Spitzmausbeutelratte (Monodelphis glirina) kommt in einem breiten Streifen vor, der von der Amazonasmündung bis ins südöstliche Peru und nördliche Bolivien reicht.

## Beschreibung
Männchen der Amazonas-Spitzmausbeutelratte erreichen eine Kopfrumpflänge von 12 bis 18 cm, haben einen 6,5 bis 10,6 cm langen Schwanz und werden 44 bis 150 g schwer. Weibchen bleiben kleiner und haben eine Kopfrumpflänge von 11 bis 16,5 cm, eine Schwanzlänge von 6,5 bis 9 cm und ein Gewicht von 40 bis 85 g. Das Fell des Rückens ist hellgrau. An den Körperseiten sind die Tiere orangefarben, der Bauch ist hellorange bis cremefarben oder gräulich. Die Haare sind auf dem Rücken ca. 8 mm lang, am Bauch beträgt ihre Länge nur 4 mm. Die Pfoten sind grau, die Ohren klein und einfarbig grau. Der Schwanz ist zum größten Teil unbehaart und bräunlich gefärbt. Dunkle Augenringe sind nicht vorhanden. Wie wahrscheinlich alle Spitzmausbeutelratten haben die Weibchen keinen Beutel. Die Anzahl der Zitzen liegt bei neun. Der Karyotyp von Arlindos Spitzmausbeutelratte ist 2n=18, FN=30.

## Lebensweise
Die Amazonas-Spitzmausbeutelratte kommt in Terra-Firme-Wäldern vor ist sehr anpassungsfähig und kann auch in stark fragmentierten Wäldern überleben. Sie ernährt sich von verschiedenen Wirbellosen. Bei Magenuntersuchungen wurden vor allem die Überreste von Käfern gefunden, außerdem Heuschrecken, Hautflügler und Doppelfüßer. Weibchen verspeisen auch Samen. Über die Lebensweise, das Verhalten, die Aktivitätsmuster und die Fortpflanzung der Tiere ist bisher nichts bekannt.

## Systematik
Der Holotyp der Amazonas-Spitzmausbeutelratte wurde von Johann Natterer während der Österreichischen Brasilien-Expedition (1817 bis 1835) gefunden und die Art im Jahr 1842 durch den deutschen Zoologen Johann Andreas Wagner unter der Bezeichnung Didelphis glirina erstmals wissenschaftlich beschrieben, damals also den Opossums zugeordnet. Heute gehört sie zur Gattung der Spitzmausbeutelratten (Monodelphis). Die Terra typica von Monodelphis glirina liegt am Río Mamoré im brasilianischen Bundesstaat Rondônia im Südwesten des Verbreitungsgebietes. Monodelphis maraxina (Thomas, 1923) von der großen Insel Marajó im Mündungsbereich des Amazonas wird zurzeit als Synonym der Art angesehen, da die Merkmalsausprägung von Monodelphis maraxina innerhalb der Merkmale von verschiedenen Individuen der Amazonas-Spitzmausbeutelratte liegt. Allerdings ist die Amazonas-Spitzmausbeutelratte in ihrer Färbung und morphologisch relativ variabel und weist eine große genetische Differenziertheit auf, sodass es möglich ist, dass sich hinter der Bezeichnung Monodelphis glirina ein Komplex mehrerer, sehr nahe verwandter Arten verbirgt.

## Status
Die Amazonas-Spitzmausbeutelratte wird von der IUCN wegen des großen Verbreitungsgebietes, ihrer Anpassungsfähigkeit und des wahrscheinlichen Vorkommens in mehreren Schutzgebieten als ungefährdet geführt.

## Belege
1. 1 2 3 4 5  Diego Astúa: Family Didelphidae (Opossums). in Don E. Wilson, Russell A. Mittermeier: Handbook of the Mammals of the World – Volume 5. Monotremes and Marsupials. Lynx Editions, 2015, ISBN 978-84-96553-99-6. Seite 150.
2. ↑  Silvia Eliza Pavan, Rogerio Vieira Rossi, Horacio Schneider: Species diversity in the Monodelphis brevicaudata complex (Didelphimorphia: Didelphidae) inferred from molecular and morphological data, with the description of a new species. Zoological Journal of the Linnean Society, Volume 165, Issue 1, Mai 2012, Pages 190–223. DOI: 10.1111/j.1096-3642.2011.00791.x
3. ↑  Monodelphis glirina in der Roten Liste gefährdeter Arten der IUCN 2016. Eingestellt von: Brito, D., Astua de Moraes, D. & Solari, S., 2016. Abgerufen am 18. Januar 2020.